# جنگل‌زدایی در اندونزی

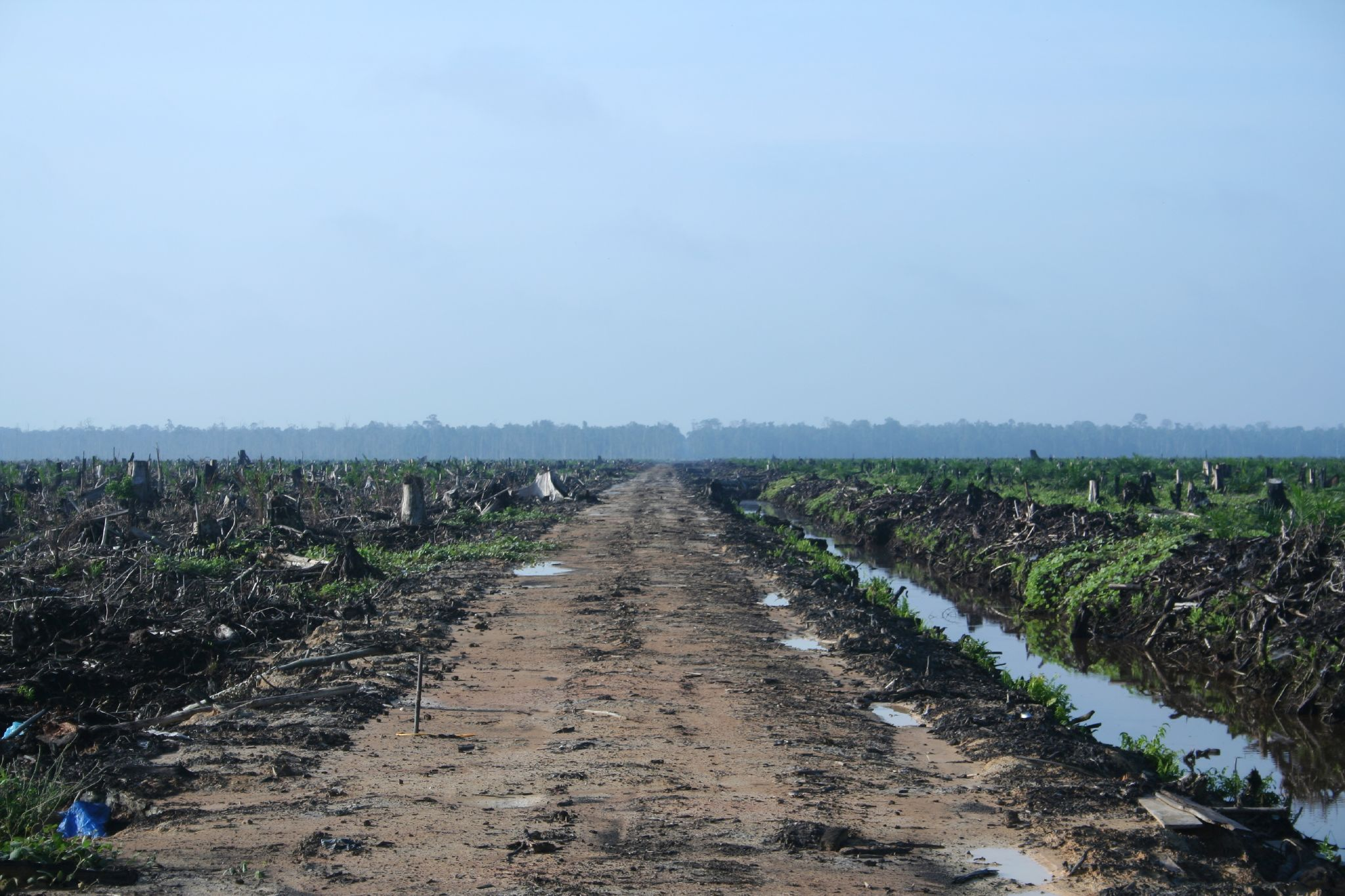
جنگل‌زدایی در استان ریائو، سوماترا، با هدف بازکردن راه به سمت یک مزرعهٔ نخل روغنی (۲۰۰۷)

جنگل‌زدایی در اندونزی دربرگیرندهٔ خسارت‌های بلند مدت به جنگل‌ها و پوشش گیاهی در سطح بسیاری از مناطق این کشور است؛ این پدیده تأثیرات محیط زیستی و اجتماعی عظیمی داشته‌است. اندونزی میزبان جنگل‌هایی با بیشترین تنوع زیستی در جهان است و در زمینهٔ تعداد گونه‌ها پس از برزیل و جمهوری دموکراتیک کنگو در ردهٔ سوم قرار دارد.
تا پیش از آغاز سدهٔ بیستم میلادی، اندونزی هنوز کشوری با جنگل‌های متراکم بود، به‌طوری که ۸۴ درصد از وسعت خشکی‌های این کشور را جنگل‌ها تشکیل می‌دادند. جنگل‌زدایی در دههٔ ۱۹۷۰ شدت گرفت و پس از آن نیز همواره در حال شتاب گرفتن بوده‌است. وسعت پوشش جنگلی این کشور که در حوالی سال ۱۹۰۰ حدود ۱۷۰ میلیون هکتار تخمین زده شده‌است، در اواخر سدهٔ بیستم میلادی به کمتر از ۱۰۰ میلیون هکتار کاهش یافته‌است. در سال ۲۰۰۸ برآورد شد که جنگل‌های باران‌خیز استوایی در اندونزی تا یک دههٔ آینده کاملاً از بین خواهند رفت. طبق گزارش‌ها، تا حدود ۸۰٪ از مجموع بهره‌برداری از جنگل‌ها در اندونزی به‌صورت غیرقانونی انجام می‌پذیرد.
مناطق وسیع جنگلی در اندونزی توسط شرکت‌های کاغذسازی بزرگ چند ملیتی نظیر خمیر و کاغذ آسیا پاکسازی شده، و با مزارع و کشتزارها جایگزین شده‌اند. جنگل‌ها معمولاً توسط کشاورزان و صاحبان مزارع سوزانده می‌شوند. یکی دیگر از منشاءهای جنگل‌زدایی صنعت درخت‌بری است که مبتنی بر تقاضای دریافتی از چین و ژاپن است.
قطع درختان و سوزاندن جنگل‌ها جهت پاکسازی زمین برای زراعت، اندونزی را پس از چین و ایالات متحده آمریکا، به سومین کشور تولیدکنندهٔ گازهای گلخانه‌ای تبدیل کرده‌است. آتش‌سوزی جنگل‌ها معمولاً مخزن‌های کربن با ظرفیت بالا که شامل جنگل‌های باران‌خیز با رشد قدیمی و جنگل‌های باتلاقی می‌شوند را نابود می‌کند. در مهٔ ۲۰۱۱ دولت اندونزی جهت مبارزه با این موضوع، برای قراردادهای درخت‌بری جدید مهلتی قانونی تعیین کرد. اما با توجه به ادامهٔ روند افزایشی پدیدهٔ جنگل‌زدایی، مشخص شد که این اقدام در کوتاه‌مدت بی‌نتیجه خواهد بود. جنگل‌زدایی در اندونزی تا سال ۲۰۱۲ از میزان جنگل‌زدایی در برزیل گذشته بوده، و این کشور را به کشوری با سریع‌ترین روند پاکسازی جنگل‌ها در جهان بدل کرده‌است.

## تاریخچه

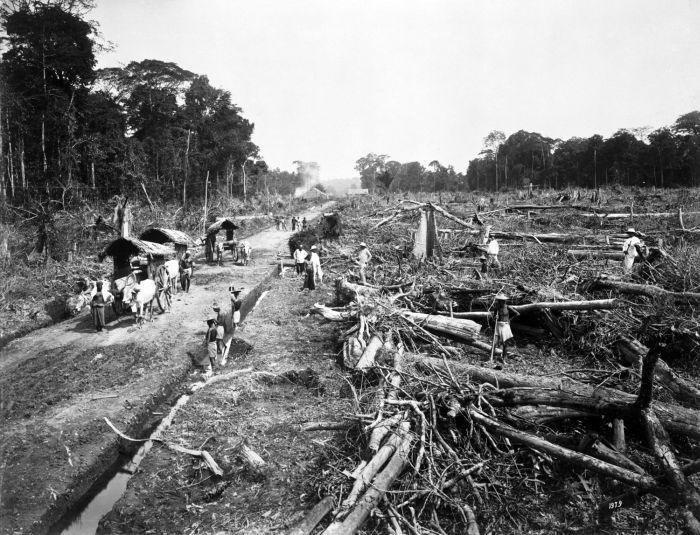
جنگل‌زدایی برای جایگزینی با یک مزرعهٔ تنباکو در شمال سوماترا (حدود سال ۱۹۰۰)

مجمع‌الجزایر اندونزی که متشکل از حدود ۱۷٬۰۰۰ جزیره است، محل استقرار برخی از جنگل‌هایی با بیشترین تنوع زیستی در جهان است. در سال ۱۹۰۰ ۸۴٪ از مجموع وسعت خشکی‌های اندونزی پوشیده از جنگل‌ها بوده‌است. مزارع و کشتزارهای درختی شخصی کوچک تا سال ۱۹۵۰ همچنان مناطق کوچکی را پوشش می‌دادند. پوشش جنگلی در آن زمان معادل ۱۴۵ میلیون هکتار جنگل اولیه و ۱۴ میلیون هکتار دیگر متشکل از جنگل‌های ثانویه و جنگل‌های آبگیر بوده‌است.
اندونزی در اوایل دههٔ ۱۹۷۰ همزمان با توسعهٔ صنعت فراوری چوب این کشور، از این منبع ارزشمند در راستای منافع اقتصادی خود استفاده کرد. ظرفیت تولید در صنعت کاغذ و خمیرکاغذ از اواخر دههٔ ۱۹۸۰ تا سال ۲۰۰۰ رشدی نزدیک به ۷۰۰٪ را تجربه کرد، و این موضوع اندونزی را به نهمین کشور بزرگ تولیدکنندهٔ خمیر کاغذ، و یازدهمین تولیدکنندهٔ کاغذ در جهان بدل کرد.
نرخ جنگل‌زدایی در اندونزی همچنان به روند افزایشی خود ادامه می‌دهد. در گزارش دولتی محیط زیست سال ۲۰۰۹ که توسط سوسیلو بامبانگ یودهویونو، رئیس‌جمهور وقت اندونزی منتشر شد، آشکار شد که تعداد کانون‌های آتش‌سوزی از رقم ۱۹٬۱۹۲ در سال ۲۰۰۸، به میزان ۳۲٬۴۱۶ کانون در سال ۲۰۰۹ رسیده‌است. وزارت محیط زیست، این افزایش را به اجرای ضعیف قانون و فقدان نظارت از سوی مقامات منطقه‌ای نسبت داد، و پاکسازی خشکی‌ها را دلیل اصلی این آتش‌سوزی‌ها دانست.
بین سال‌های ۱۹۹۰ تا ۲۰۰۰، ۲۰٪ (۲۴ میلیون هکتار) از مناطق جنگلی در اندونزی از دست رفت و تا سال ۲۰۱۰ نیز تنها ۵۲٪ (۹۴ میلیون هکتار) از زمین‌های این کشور را جنگل‌ها پوشانده بوده‌اند. با وجود اعمال ضرب‌الاجل برای قراردادهای درخت‌بری جدید در سال ۲۰۱۰، نرخ جنگل‌زدایی به سیر صعودی خود ادامه داد و با رسیدن به میزان ۸۴۰٬۰۰۰ هکتار در سال ۲۰۱۲، از نرخ جنگل‌زدایی در برزیل پیشی گرفت.

## مناطق تحت تأثیر

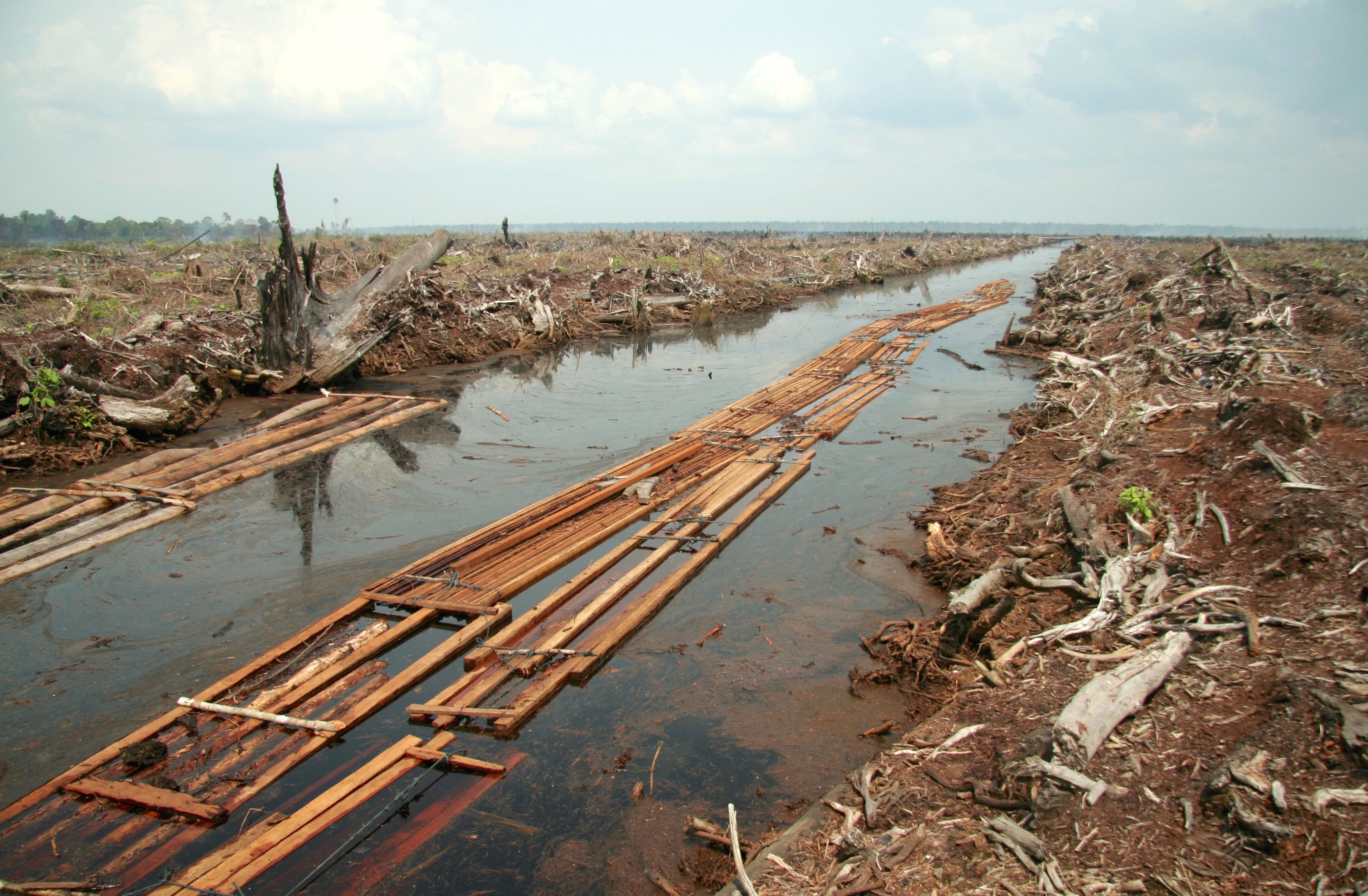
جنگل‌زدایی یک جنگل مردابی توربی برای تولید روغن پالم در اندونزی

بیشترین خطر متوجه جنگل‌های استوایی کم‌ارتفاع اندونزی است که از نظر منابع چوب و تنوع زیستی غنی‌ترین جنگل‌ها هستند. تا سال ۲۰۰۰ این جنگل‌ها در جزیرهٔ سولاوسی تقریباً به‌طور کامل پاکسازی شده بوده‌اند، و پیش‌بینی شده‌بود که تا چند سال بعد در سوماترا و کالیمانتان نیز نابود خواهند شد.
در سوماترا بواسطهٔ امتیازهای اعطا شده از سوی حکومت مرکزی به شرکت‌های تولید روغن پالم برای پاکسازی جنگل‌ها، ده‌ها هزار کیلومتر مربع از جنگل‌ها نبود شده‌اند. از سال ۱۹۹۱ تا ۲۰۱۴ مناطقی وسیع پوشیده از جنگل‌ها در کالیمانتان به دلیل آتش‌سوزی غیرقابل کنترل سوختند و به انتشار آلودگی اتمسفری در سراسر جنوب شرقی آسیا منجر شدند.

## درخت‌بری
در یک تحقیق مشترک بین بریتانیا و اندونزی در سال ۱۹۹۸ دربارهٔ صنعت چوب در اندونزی، اشاره شده‌است که حدود ۴۰٪ از خروجی این صنعت غیرقانونی است و ارزش مازادی برابر با ۳۶۵ میلیون دلار دارد. در ارزیابی‌های جدیدتر که به مقایسهٔ برداشت‌های قانونی با مصرف شناخته‌شدهٔ داخلی بعلاوهٔ صادرات پرداخته‌اند نیز اشاره شده‌است ۸۸٪ از درخت‌بری در این کشور نیز به‌نوعی غیرقانونی است. مالزی گذرگاه کلیدی برای خروج محصولات چوبی غیرقانونی از اندونزی است.

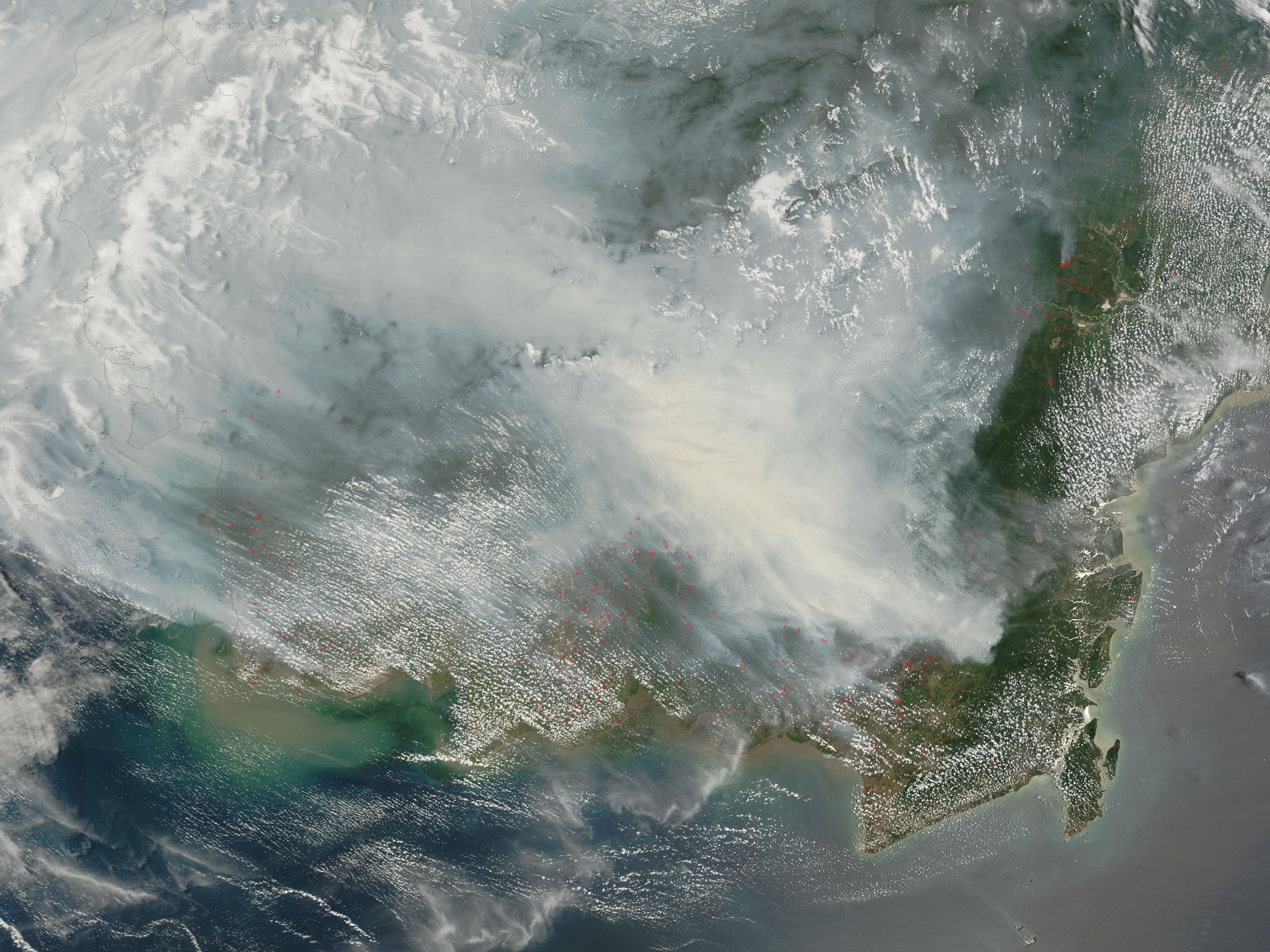
تصویر ثبت شده در ۵ اکتبر ۲۰۰۶ توسط ماهوارهٔ ترا متعلق به ناسا از دود غلیظی که بر فراز جزیرهٔ بورنئو معلق است. آتش‌سوزی‌ها سالانه در فصل خشک (اوت–اکتبر) اتفاق می‌افتند، و اصلی‌ترین دلیل آن‌ها پاکسازی خشکی‌ها و سایر آتش‌افروزی‌های مرتبط با کشاورزی است؛ اما این آتش‌ها از کنترل خارج شده و به جنگل‌ها و مناطق مردابی توربی سرایت می‌کند.

برآورد می‌شود که حدوداً ۷۳٪ از درخت‌بری‌ها در اندونزی غیرقانونی است.
شرکت‌های خصوصی که تحت تأثیر منافع مالی حاصل از تقاضا در بازارهای داخلی و منطقه‌ای برای چوب به قطع درختان می‌پردازند، مقصر اصلی در بروز پدیدهٔ جنگل‌زدایی هستند. این شرکت‌های کشاورزی-صنعتی غالباً به آیین‌نامه‌های قانونی پایبند نیستند و به‌طور نامناسبی از شیوه‌های جنگل‌زدایی مؤثر بر هزینه و ناکارآمد از نظر زیست‌محیطی مانند سوزاندن جنگل‌ها جهت پاکسازی خشکی‌ها برای مقاصد کشاورزی استفاده می‌کنند. در قانون جنگل‌داری مصوب سال ۱۹۹۹ اشاره شده‌است که شرکت‌ها ملزم هستند که جهت تأیید قانونی فعالیت‌های جنگل‌زدایی خود، از مقامات منطقهٔ مربوط پروانهٔ آی‌پی‌کی، که مجوزی برای برداشت چوب است را دریافت کنند. با توجه به سهل‌انگاری در اجرای قوانین و آئین‌نامه‌های قانونی نفوذپذیر در کشورهای بزرگ در حال توسعه نظیر اندونزی به تضعیف و بی‌اثر شدن تلاش‌ها برای حفاظت از جنگل‌ها و پوشش گیاهی منجر می‌شوند، بسیاری از این شرکت‌ها می‌توانستند با دور زدند این خط قرمزها اقدام به فعالیت‌های غیرقانونی درخت‌بری، سود و بازدهی خود را افزایش دهند.
در چشم‌انداز اجتماعی، کشاورزان ساکن در مناطق روستایی با توان مالی در مقیاس کم که از امکانات تحصیلی پائینی بهره‌مند هستند، جهت پشتیبانی از فعالیت‌های کشاورزی خود از شیوهٔ ابتدایی بریدن و سوزاندن درختان استفاده می‌کنند. این تکنیک بدوی کشاورزی شامل بریدن درختان جنگلی پیش از آغاز فصل خشک، و متعاقباً سوزاندن این درخت‌ها در فصل خشک پیش رو جهت حمایت از فعالیت‌های آن‌ها مبنی بر کشت محصولات می‌شود. این عمل زراعتی تا زمانی که آن منطقه از مواد مغذی خالی شود و دیگر برای پشتیبانی از محصولات کشاورزی کفایت نکند، به‌صورت مکرر بر روی همان نقطه از خشکی اعمال می‌شود. این کشاورزان پس از این به سراغ یک نقطهٔ دیگر از خشکی رفته و بی‌وقفه تکنیک برش و سوزاندن خود را اجرا می‌کنند.
از نگاه سیاسی، اقدامات دولت اندونزی در زمینهٔ مهار کردن جنگل‌زدایی به‌طور گسترده‌ای مورد انتقاد بوده‌است. فساد در میان مقامات رسمی منطقه‌ای اندونزی باعث به‌وجود آمدن بدبینی نسبت به سخت‌گیری‌های دولتی به فعالیت‌های غیرقانونی در زمینهٔ قطع درختان شده‌است. تبرئه شدن مالک یک کارخانهٔ چوب‌بری به‌نام آدلین لیس در سال ۲۰۰۸، که به قطع غیرقانونی درختان متهم شده‌بود، نظر عموم را به خود جلب کرد و موجی از انتقادها را متوجه تشکیلات سیاسی کشور اندونزی کرد.
با توجه به اینکه مهاجرت ساکنان مناطق روستایی به مناطق شهری به ناگزیر شدن گسترش شهرها منجر شده‌است، حکومت اندونزی با توسعهٔ پایدار شهرها سعی دارد تا پدیدهٔ جنگل‌زدایی را مدیریت کند. فقدان پاسخگویی نسبیت به ارتباط پروژه‌های فراکوچی تقبل شده از سوی دولت اندونزی با جنگل‌زدایی، نشان‌گر کمبود شواهدی مبنی بر در نظر گرفته‌شدن استفادهٔ معقول از منابع جنگلی در پروژه‌های توسعه شهری دولت است. این موضوع، اعتبار دولت اندونزی در مدیریت کارآمد و مسئولانهٔ پروژه‌های توسعهٔ شهری و اقدامات مرتبط با حفاظت از جنگل‌ها را مورد شک قرار داده‌است.

## اقدامات حفاظتی
اقدامات برای مهار گرمایش جهانی شامل طراحی مقیاس‌هایی جهت پایش روند پیشروی پدیدهٔ جنگل‌زدایی در اندونزی، و تشویق حکومت‌های ملی و منطقه‌ای به متوقف کردن این روند بوده‌است. اصطلاح اصلی برای اشاره به برنامه‌هایی از این دست، کاهش آلاینده‌های حاصل از جنگل‌زدایی و فرسایش جنگل (REDD) است. سامانه‌های جدیدی جهت پایش جنگل‌زدایی در حال به کار بسته شدن در اندونزی هستند. یکی از این سیستم‌ها، پلتفرم پایش جنگل برای اقدام متعلق به مرکز توسعهٔ جهانی که در حال حاضر داده‌های آن نمایش‌دهندهٔ جنگل‌زدایی در سراسر اندونزی بوده و به‌صورت ماهانه بروزرسانی می‌شوند.
در ۲۶ مهٔ ۲۰۱۰ اندونزی مرامنامه‌ای را برای تعیین یک ضرب‌الاجل دو ساله برای قراردادهای جدید درخت‌بری با کشور نروژ به امضا رساند. این توافق بخشی از معامله‌ای بود که بر پایهٔ آن در صورتی که این کشور به تعهدات خود عمل کند، مبلغی تا سقف یک میلیارد دلار را دریافت خواهد کرد. انتظار می‌رفت که این توافق موانعی بر سر راه صنعت تولید روغن نخل قرار داده و برنامه‌های احداث یک شهرک کشاورزی عظیم در استان پاپوآ را به تعویق انداخته یا باعث کند شدن آن شود. منابع مالی در ابتدا برای نهایی کردن استراتژی اندونزی در رابطه با گرمایش و جنگل‌ها، ساخت و نهادینه کردن گنجایش کافی جهت پایش، گزارش و تأیید روند کاهش آلاینده‌ها، و به جریان انداختن سیاست‌های توان‌بخش و اصلاحات سازمانی صرف خواهند شد. کشور نروژ قصد دارد تا در راه‌اندازی سامانه‌ای جهت کمک به کاهش فساد اداری و در نتیجه اجرای این توافق‌نامه به اندونزی کمک کند. ضرب‌الاجل قانونی دو ساله برای درخت‌بری در اندونزی در ۲۰ مهٔ ۲۰۱۱ به اجرا درآمد و پس از آن نیز در سال ۲۰۱۳ برای دو سال دیگر تمدید شد.